# Eberhard Weiß
Eberhard Weiß (* 14. Februar 1949 in Worms; † 4. September 2006) war ein deutscher Fernsehmoderator und Regisseur für Tierfilme.

## Leben und Wirken
Weiß war Moderator der von 1980 bis 1981 vom damaligen Südwestfunk Baden-Baden produzierten Sendungen der Reihe Telekolleg Mathematik, die bis heute ausgestrahlt werden. Von 1991 bis 1995 moderierte er die Reihe Abenteuer Überleben in Südwest 3 und von 1994 bis 1999 in der ARD. Weiß führte zudem in mehreren Tierfilmen gemeinsam mit Günter Henel Regie. Für die Serien Es war einmal … das Leben und Abenteuer Wildnis verfasst er die deutschen Dialoge bzw. das Drehbuch.
Im Raum seiner Geburtsstadt Worms ist er darüber hinaus als Flötist von professioneller Qualität in Erinnerung. 
Er erlag am 4. September 2006 mit 57 Jahren einem Herzinfarkt.

## Filmografie (Auswahl)
- 1980–1981: Telekolleg Mathematik (Moderation)
- 1986 Es war einmal … das Leben (Dialogbuch)
- 1991–1999: Abenteuer Überleben (Moderation)
- 1999–2007: Abenteuer Wildnis (50 Folgen, Drehbuch)[2]
- 2004–2006: Naturwunder Seychellen (5 Folgen, Regie)
- 2007: Im Reich des kleinen Nemo[3] (Drehbuch)

### Regie gemeinsam mit Günter Henel
- 2008: Marsa Alam – Beschützte Riffe. Komplett-Media, ISBN 3-8312-9537-9 (Reihe Tauchen im Roten Meer)[4]
- 2008: Wracktauchen – Im Palast der bunten Fische. Komplett-Media, ISBN 3-8312-9538-7 (Reihe Tauchen im Roten Meer)
- 2008: Im Zaubergarten der Korallen. Komplett-Media, ISBN 3-8312-9539-5 (Reihe Tauchen im Roten Meer)

### Fernsehfilme
- 2012: Am Wasserloch der fliegenden Hühner. Rundfunk Berlin-Brandenburg (rbb)[5]
- 2012: Härtetest für Felsenfüchse. Rundfunk Berlin-Brandenburg (rbb)